# نووانینسکیی
شهر نووانینسکی (به روسی: Новоаннинский) در کشور روسیه و در اوبلاست ولگوگراد واقع شده‌است.